# Агафонов, Константин Васильевич
Константи́н Васильевич Агафо́нов (30 апреля 1935, Москва — 26 июня 1997, Москва) — советский и российский организатор производства в сфере радиопромышленности. Генеральный директор Лианозовского электромеханического завода (ЛЭМЗ) и производственного объединения «Утёс» (1976–1988), генеральный директор Научно-производственного объединения средств вычислительной техники (НПО СВТ) (1988–1997). Председатель совета директоров Промрадтехбанка (1991–1997). Под его руководством ЛЭМЗ стал первым предприятием в СССР, освоившим серийный выпуск персональных компьютеров «Агат» для системы образования. Внёс вклад в развитие отечественного компьютеростроения и был награждён государственными наградами СССР за трудовые заслуги.

## Биография
Константи́н Васильевич Агафо́нов родился 30 апреля 1935 года в Москве. В 1953 году окончил Загорскую 1-ю школу имени РККА. Трудовую деятельность начал в 1954 году на ЗЭМЗ. В 1963 году окончил Всесоюзный заочный машиностроительный институт по специальности «Приборы точной механики». В том же году был назначен начальником технического бюро цеха пластмасс на ЗЭМЗ. К 1965 году стал заместителем начальника производства, а в 1969 году — заместителем главного инженера по производству и начальником производства. На этих должностях участвовал во внедрении новой техники и реконструкции производственных подразделений.
С июля 1974 года работал заместителем генерального директора по производству производственного объединения «Звезда», где координировал работу предприятий объединения.
В 1976 году был назначен генеральным директором производственного объединения «Утёс» и директором ЛЭМЗ. На этом посту проработал до 1988 года. Под его руководством ЛЭМЗ продолжал производство радиолокационной техники и одновременно начал освоение вычислительной техники
.
В 1988 году по поручению коллегии Министерства радиопромышленности СССР cоздал и возглавил НПО СВТ на базе НИИ супер-ЭВМ. Оставался на посту руководителя до 1997 года.
С 1990 по 1991 год был членом коллегии Министерства радиопромышленности СССР. В 1994–1996 годах был членом коллегии Комитета по оборонным отраслям промышленности Российской Федерации.
С 1991 года принимал участие в создании Промрадтехбанка и занимал пост председателя совета директоров.
Cкончался 26 июня 1997 года от тяжёлой болезни. Похоронен на Троекуровском кладбище.

## Трудовая деятельность
На ЗЭМЗ участвовал в организации производства аппаратуры вычислительных комплексов, на базе которых были созданы первые в СССР автоматизированные системы управления ПВО, функционирующие в режиме реального времени. Под его руководством осуществлялось освоение производства многопроцессорных вычислительных комплексов (МВК) «Эльбрус-1», налаживание их серийного выпуска и отработка вычислительных систем.
Возглавив ПО «Утёс», Агафонов руководил реконструкцией и техническим перевооружением ЛЭМЗ. Работы охватывали не только производственные мощности завода, но и объекты социальной инфраструктуры.
В 1984 году ЛЭМЗ, под руководством Агафонова, первым в СССР наладил массовый выпуск ПК «Агат», разработанного НИИ вычислительных комплексов и ориентированного на образовательные учреждения, освоил выпуск модификаций «Агат-4», «Агат-7», «Агат-8» и «Агат-9» для школ и вузов СССР.
С 1987 года ЛЭМЗ также серийно выпускал 8-разрядный домашний компьютер Микроша, промышленную версию любительского компьютера Радио-86РК.
В 1988 году Агафонов осуществил создание НПО СВТ, объединившее научно-исследовательские институты, производственные объединения и заводы, а также объекты Центра информатики и электроники в Зеленограде с целью разработки высокопроизводительных вычислительных комплексов. В 1992 году сохранил пост руководителя после преобразования головного предприятия НПО СВТ в ОАО «НИИ супер-ЭВМ».

## Общественная деятельность
Был депутатом и членом исполкома Тимирязевского районного Совета депутатов трудящихся в 1979–1982 годах. Член КПСС с 1961 по 1991 год.

## Память
В 2002 году малая планета (14042) Agafonov была названа в честь Константина Агафонова.

## Награды и звания
- 1970 — Орден «Знак Почёта»
- 1970 — юбилейная медаль «За доблестный труд в ознаменование 100-летия со дня рождения В. И. Ленина»
- 1976 — Орден Трудового Красного Знамени
- 1981 — Орден Октябрьской Революции
- 1996 — Почётный радист
- 1997 — Медаль «В память 850-летия Москвы»